# Heinrich Gross
Heinrich Gross (Senica, 6 novembre 1835 – Augusta, 31 gennaio 1910) è stato un rabbino tedesco.

## Biografia
Dopo aver completato gli studi al seminario di Breslavia, nel 1866 conseguì il PhD all'Università di Halle, ottenendo una menzione speciale per la sua tesi sulla filosofia di Leibniz.
Fu assunto in qualità di precettore privato nella dimora parigina del barone e filantropo ebreo-russo Horace Günzburg per un periodo di due anni, durante i quali raccolse nella Biblioteca nazionale di Francia il materiale preparatorio del suo testo più noto, Gallia Judaica, un dizionario storico-geografico della Francia medievale e della letteratura ebraica in lingua francese, basato su fonti rabbiniche, che fu pubblicato solamente nel 1897 a Parigi.
Nel 1869 si stabilì a Berlino, dove conobbe Leopold Zunz, dal quale apprese il metodo di ricerca storiografico. L'anno successivo fu nominato rabbino capo di Gross-Strelitz, in Slesia, e, nel 1875, di Augusta, in Germania, dove rimase fino alla morte.